# نیروی دریایی ترکیه

نشان نیروی دریایی ترکیه

نیروی دریایی ترکیه مسئول حفاظت و دفاع از آب‌های ترکیه در برابر هرگونه حملهٔ آبی توسط هر دشمنی است. این دومین نیروی بزرگ تحت فرماندهی نیروهای مسلح ترکیه است. تاریخ تأسیس آن ۱۰۸۱ است که تاریخ تأسیس نیروی دریایی است که توسط چاکا بیگ که اولین دریانورد ترک محسوب می‌شود در ازمیر ایجاد شد. با فرمان قانون وضعیت اضطراری که در تاریخ ۱۸ آبان ۱۳۹۵ اصلاح و به تصویب رسید، این فرماندهی که تا این تاریخ زیر نظر استقرار و کارمندان ستاد کل بود، به ستاد و تأسیس وزارت دفاع ملی منتقل شد. علاوه بر این، در همین فرمان مقرر شد که رئیس‌جمهور و نخست‌وزیر می‌توانند به فرمانده نیرو و زیردستان او دستور دهند و این دستورات بدون تأیید هیچ نهاد، سازمان یا شخصی انجام شود.

## نگارخانه

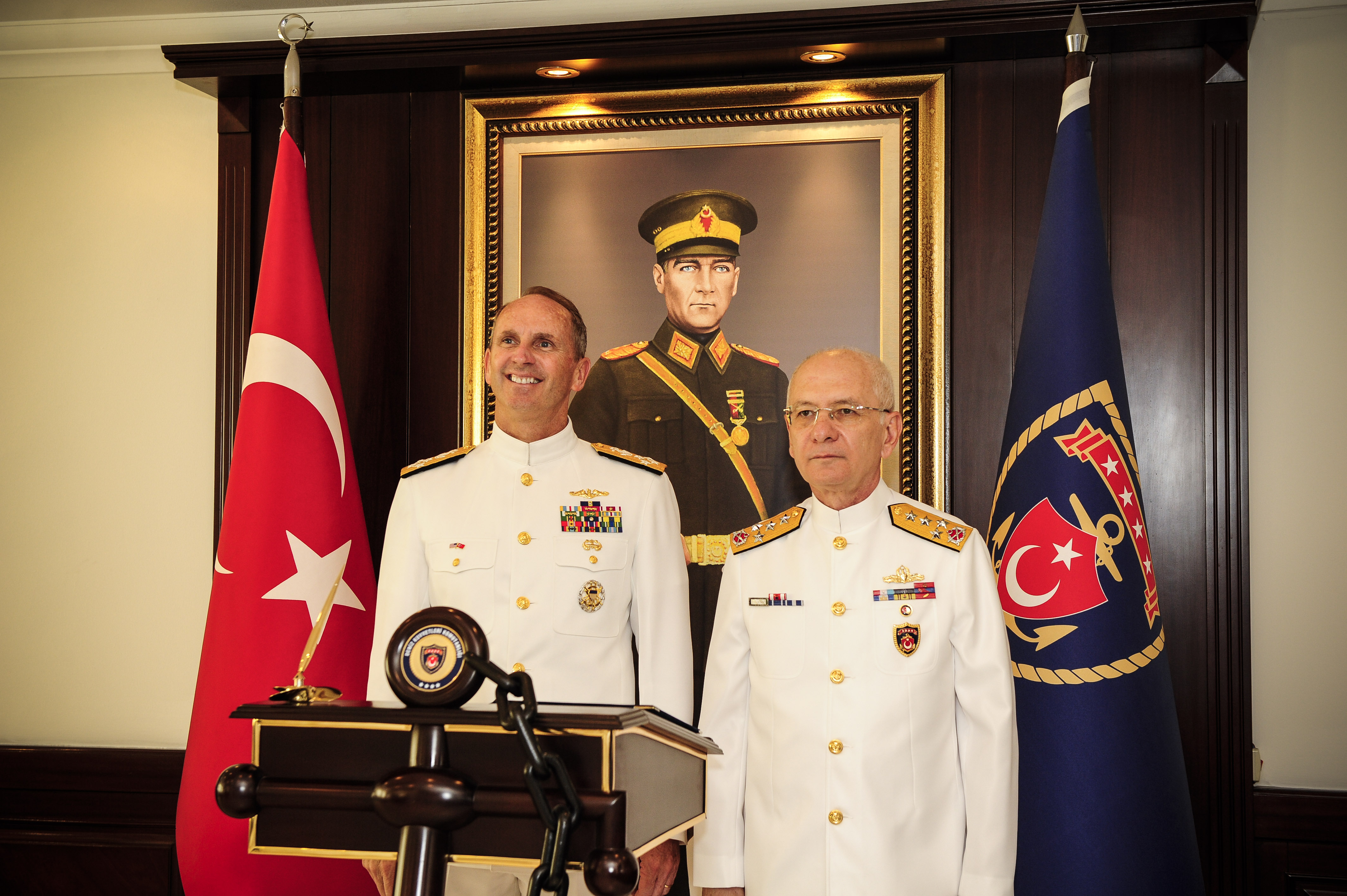
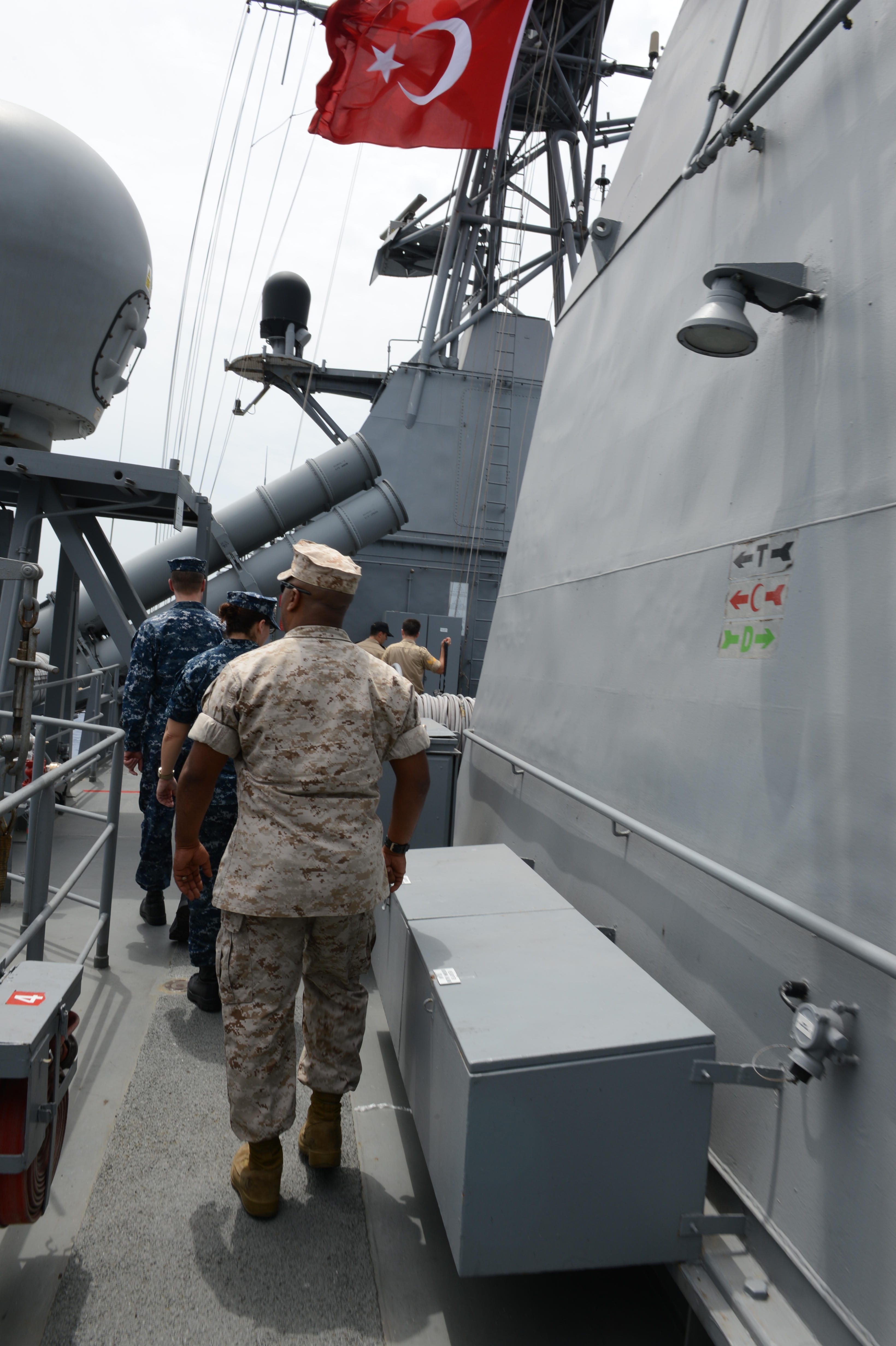
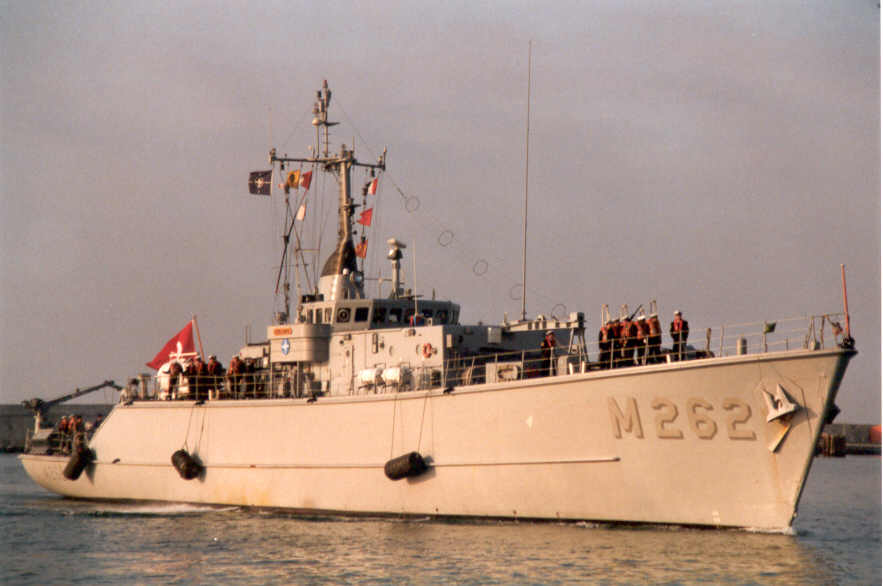
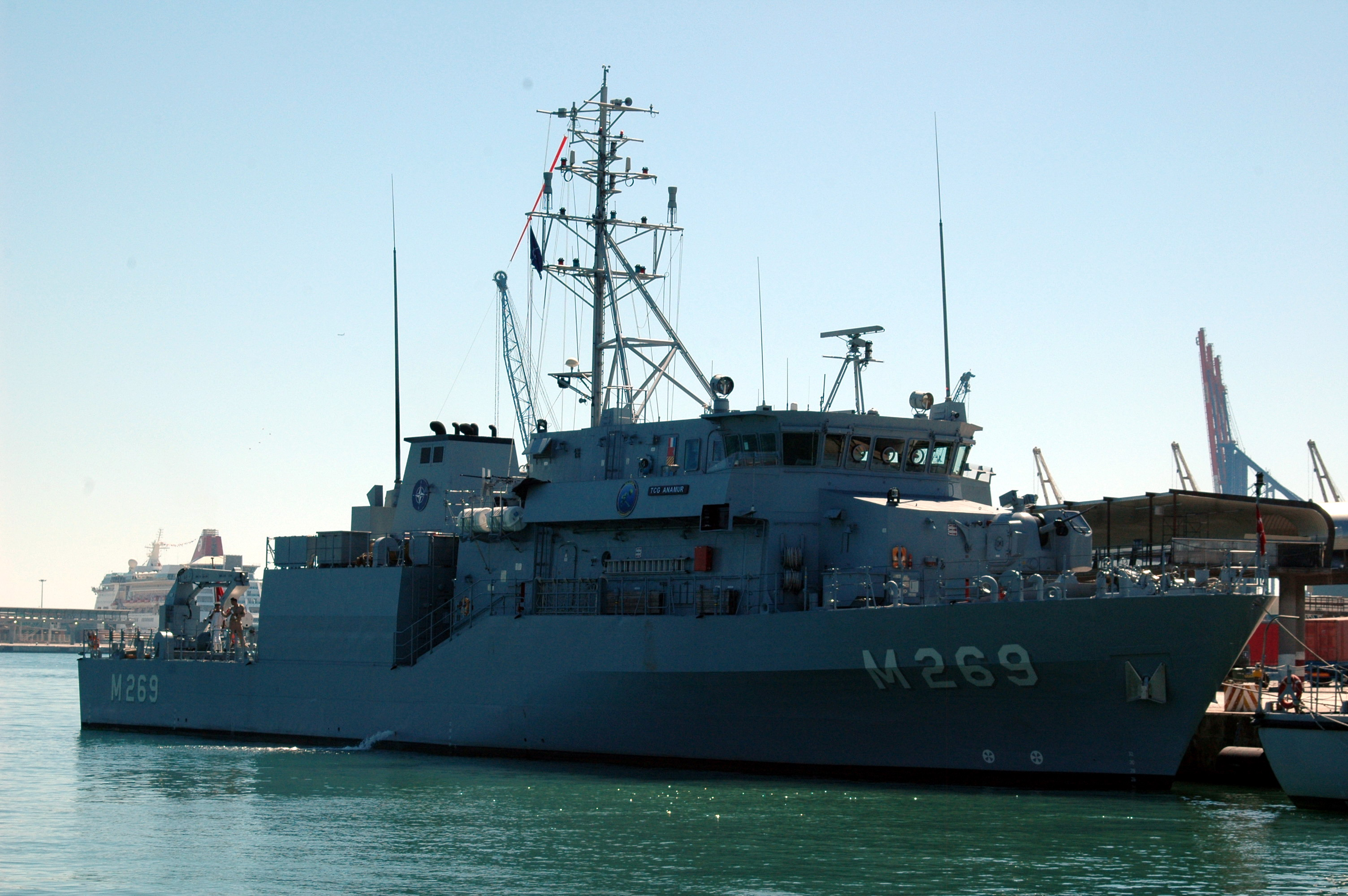
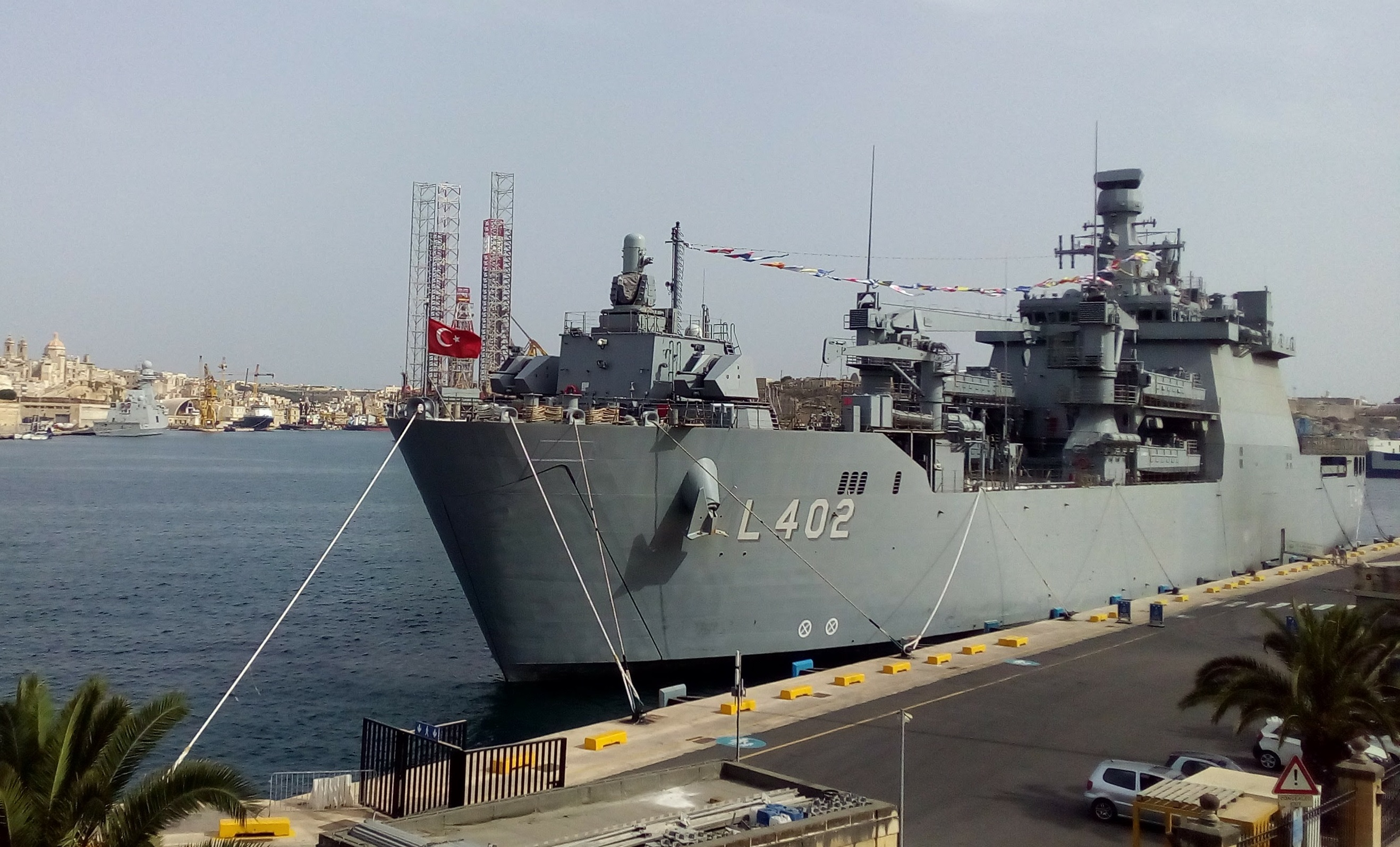
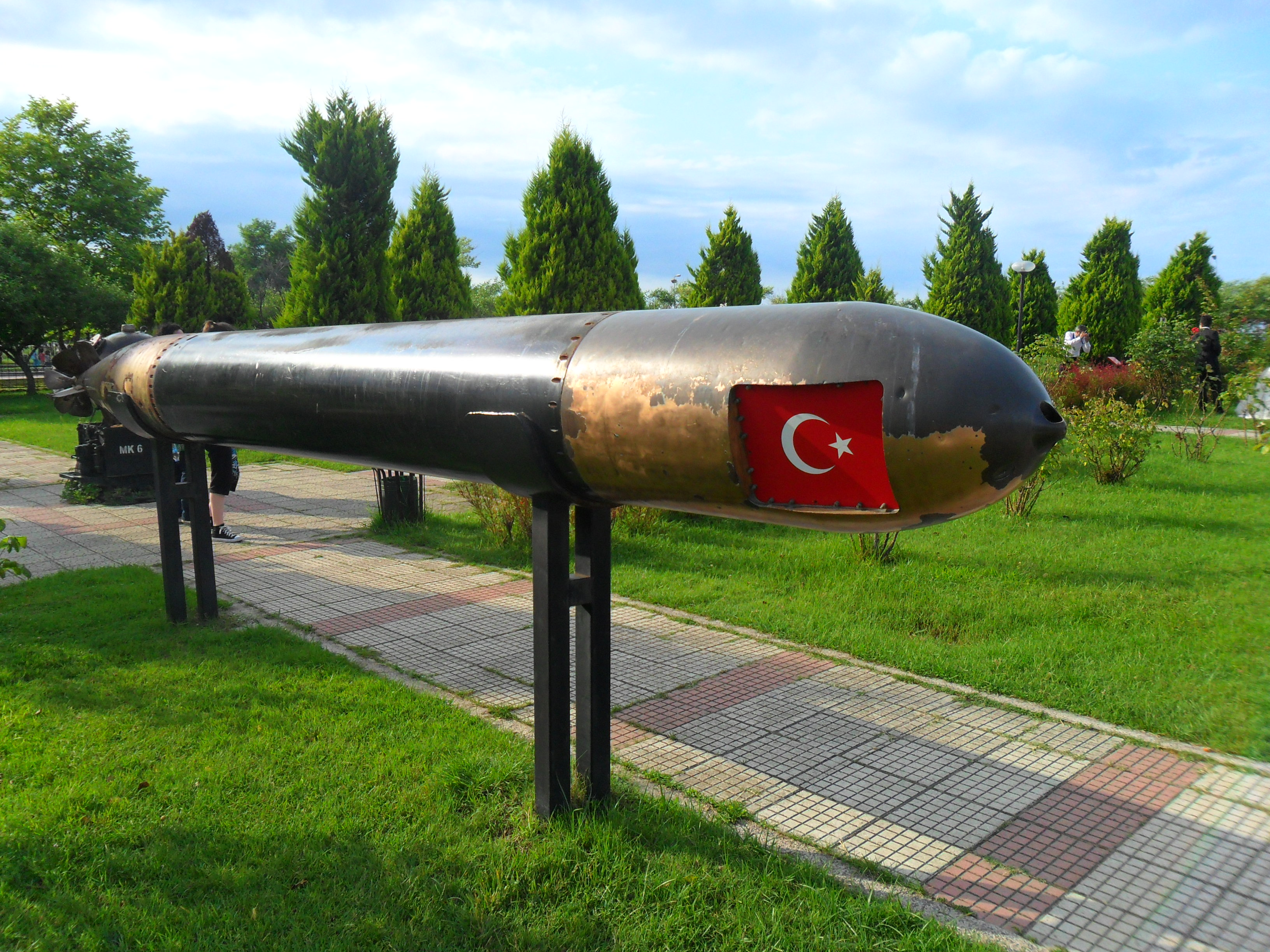
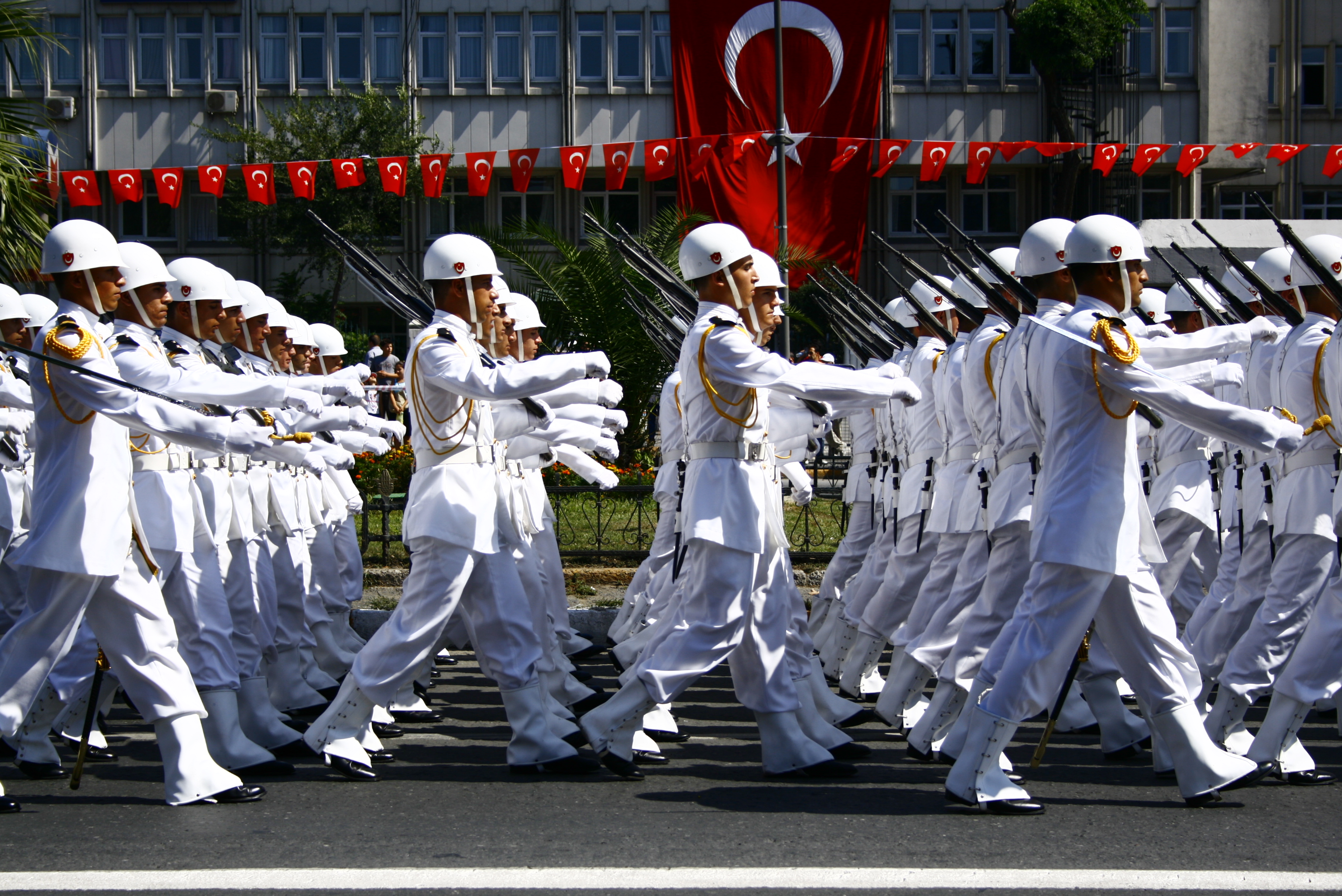
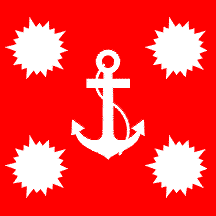

## درجات نظامی

مارشال _ Büyükamiral

وزیر جنگ _ Genelkurmay Başkani

دریابد _ Oramiral

دریاسالار _ Koramiral

دریابان _ Tümamiral

دریادار _ Tüğamiral

ناخدا یکم _ Albay

ناوبان دوم _ Yarbay

ناخدا سوم _ Binbaşi

ناوسروان _ Yüzbaşi

ناوبان یکم _ Üsteğmen

ناوبان دوم _ Teğmen

ناوبان سوم (افسر ذخیره) _ Asteğmen

ناواستوار یکم _ Astsubay Kıdemli Üstçavuş

ناواستوار دوم _ Astsubay Başçavuş

مهناوی یکم _ Astsubay Kıdemli Üstçavuş

مهناوی دوم _ Astsubay Üstçavuş

مهناوی سوم تجربه دار _ Astsubay Kıdemli Çavuş

مهناوی سوم _ Astsubay Çavuş

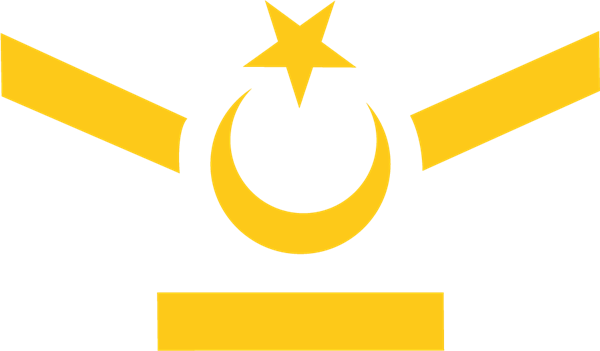
مهناوی (ذخیره) _ Astsubay Astçavuş

سرناوی (نخبه) _ Üzman çavuş

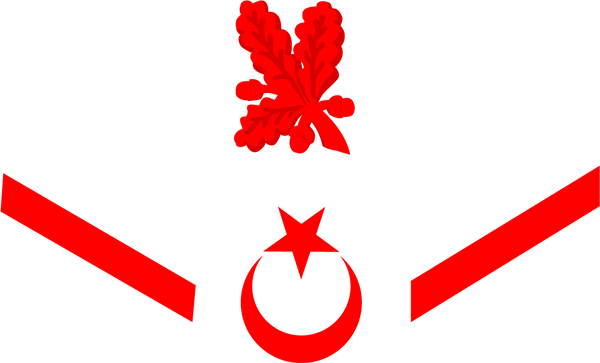
ناوی یکم (نخبه) _ Üzman Onbaşi

سرناوی (قراردادی) _ Sözleşmeli Çavuş

ناوی یکم (قراردادی) _ Sözleşmeli Onbaşı

افسران ارشد و امیران
افسران میان رده
درجه دار